# 中塚元太郎
中塚 元太郎（なかつか もとたろう、1896年9月1日 - 1972年10月9日）は、日本の政治家。岡山県児島市（現・倉敷市）長。

## 来歴
岡山県児島郡小田村出身。旧制矢掛中学校（現・岡山県立矢掛高等学校）、早稲田高等学院を経て、1920年、早稲田大学英法科を卒業する。証券会社に勤務した後は帰郷し、小田村収入役となる。その後、退職し、朝鮮に渡り、農場、酒造、漁業に従事する。再び帰郷し、1942年、児島町（小田村は1928年に町制施行し、児島町に改称）会議員、1947年、児島町長となり、翌1948年、児島市の発足により児島市長となる。2期務めた後、1956年の市長選では元助役の中村純雄に敗れるが、4年後の1960年に中村を破り、市長に返り咲いた。市長は倉敷市と合併するまでの1967年まで務め、合併後の倉敷市の市長職務執行者となった。合併から5年後の1972年に死去した。